# Prosimulium transbrachium
Prosimulium transbrachium is een muggensoort uit de familie van de kriebelmuggen (Simuliidae). De wetenschappelijke naam van de soort is voor het eerst geldig gepubliceerd in 1985 door Adler and Kim.